# Bosko, the Talk-Ink Kid
Bosko, the Talk-Ink Kid è un film del 1929 diretto da Hugh Harman e Rudolf Ising. È un cortometraggio in tecnica mista che Harman e Ising realizzarono nella speranza di persuadere un distributore ad assumerli per la produzione di una serie di cartoni animati sul personaggio di Bosko. Leon Schlesinger, capo della Pacific Title & Art Studio, si interessò a Bosko e usò i suoi contatti con la Warner Bros. per ottenere un accordo di distribuzione per una serie di cartoni animati che Harman e Ising successivamente chiamarono Looney Tunes, una parodia della serie Sinfonie allegre.

## Trama
Rudolf Ising sta cercando idee per un nuovo personaggio, finché non disegna un omino in blackface che prende vita. Ising poi parla con il personaggio e gli chiede come si chiama, e l'omino afferma di chiamarsi Bosko. Ising dice a Bosko di mostrare cosa può fare. Bosko inizia a ballare il tip tap, fischiare e cantare, quindi decide di provare a far ridere il pubblico e chiede a Ising di disegnare un pianoforte. Bosko, tra una buffonata e l'altra, si mette allora a suonare e cantare in modo stonato "Sonny Boy", fino a che Ising non ne ha abbastanza e risucchia Bosko e il pianoforte nella sua penna stilografica, per poi versare tutto nella boccetta di inchiostro. Bosko però fa capolino dalla boccetta e promette di tornare.

## Produzione
Hugh Harman aveva intenzione di realizzare un cartone animato sonoro fin da quando, nel 1927, l'animatore Rollin Hamilton gli aveva parlato di un articolo sui film sonori che aveva letto in The Literary Digest. Un foglio dei suoi disegni di Bosko fu registrato per il copyright il 3 gennaio 1928, a nome del suo amico di Kansas City Ray Friedman. Harman affermò di aver presto iniziato a pensare a un cartone sonoro di Bosko, forse anche prima di lasciare la Disney. Nella primavera del 1929, disse, stava lavorando a una storia di Bosko "da più di un anno".
In ogni caso, solo poche settimane dopo aver lasciato lo studio di Margaret J. Winkler, Rudolf Ising e Carman Maxwell si presentarono davanti alle cineprese in uno studio di registrazione di Hollywood, esibendosi in live action per un film di Bosko (Harman e Ising avevano preparato una sceneggiatura dettagliata, con uno schizzo per ogni scena). Maxwell recitò le sue battute davanti a una seconda cinepresa mentre Ising veniva filmato, in modo che i movimenti della sua bocca potessero guidare l'animazione dei dialoghi di Bosko. Harman ricordò di aver unito insieme, "con piccoli chiodini, la pellicola [di Maxwell] e la colonna sonora, così da poter vedere un fotogramma di fronte all'altro. Cominciammo a vedere che questa colonna sonora era una cosa facilmente leggibile". L'animazione iniziò subito dopo – Friz Freleng e Rollin Hamilton furono tra i primi animatori di Bosko – e all'inizio di agosto l'animazione era stata realizzata al 1558 di North Vine Street, nella struttura della Otto K. Olesen Electric, con la cinepresa che Harman e Ising conservavano lì da quando l'avevano portata con loro da Kansas City.
Ne risultò una bobina che si distingueva dai primi cartoni animati Disney perché non enfatizzava la musica ma il dialogo. Harman e Ising riuscirono a sincronizzare il dialogo di Bosko con l'animazione, ma sotto altri aspetti il loro film era meno impressionante. Sebbene live action e animazione siano a volte sullo schermo contemporaneamente, sono in contatto tra loro solo una volta, quando Ising usa la penna per risucchiare Bosko. Inoltre, la registrazione del suono non è bilanciata. Poiché Maxwell pronunciò le sue battute fuori campo mentre Ising era davanti alla cinepresa, entrambe le voci potevano essere registrate sullo stesso pezzo di pellicola, ma Maxwell può essere ascoltato più chiaramente di Ising.

## Distribuzione
Il corto non fu prodotto per la distribuzione. Di conseguenza, non fu mai proiettato al cinema e divenne presto di pubblico dominio. La prima distribuzione ufficiale da parte della Warner Bros. avvenne, come contenuto speciale, nel quarto disco della raccolta DVD-Video Looney Tunes Golden Collection: Volume 1 (intitolato Looney Tunes All-Stars: Part 2) distribuita il 28 ottobre 2003; il DVD fu pubblicato in Italia il 2 dicembre 2003 nella collana Looney Tunes Collection, col titolo All Stars: Volume 2. Fu poi inserito nel terzo disco della raccolta Blu-ray Disc e DVD Looney Tunes Platinum Collection: Volume Two, uscita in America del Nord il 16 ottobre 2012.